# Henry Wilberforce
Pour les articles homonymes, voir Wilberforce.
Henry Wilberforce, né le 22 septembre 1807 à Londres et mort le 23 avril 1873 à Stroud (Gloucestershire, Angleterre), est un prêtre anglican britannique converti au catholicisme en 1850. Dès lors considéré comme un laïc, il devient journaliste et s'engage pour l'émancipation des catholiques en Irlande. Il est notamment propriétaire et rédacteur en chef du Catholic Standard (en) de 1854 à 1864.

## Biographie

### Formation
Henry Wilberforce naît le 22 septembre 1807 dans le quartier de Clapham à Londres. Il est le plus jeune fils de William Wilberforce et de son épouse, Barbara Spooner Wilberforce (en). Il a ainsi pour frères le pasteur Robert Isaac Wilberforce et l'évêque anglican Samuel Wilberforce. Il étudie les lettres classiques et les mathématiques à l'Oriel College d'Oxford, où il est élu président de l'Oxford Union. Il en sort diplômé en 1833 puis entre à la Lincoln's Inn. Sous l'influence de John Henry Newman dont il fut l'élève, il entre ensuite au sein du Mouvement d'Oxford, puis abandonne ses études en droit pour devenir pasteur anglican.

### Prêtrise et conversion

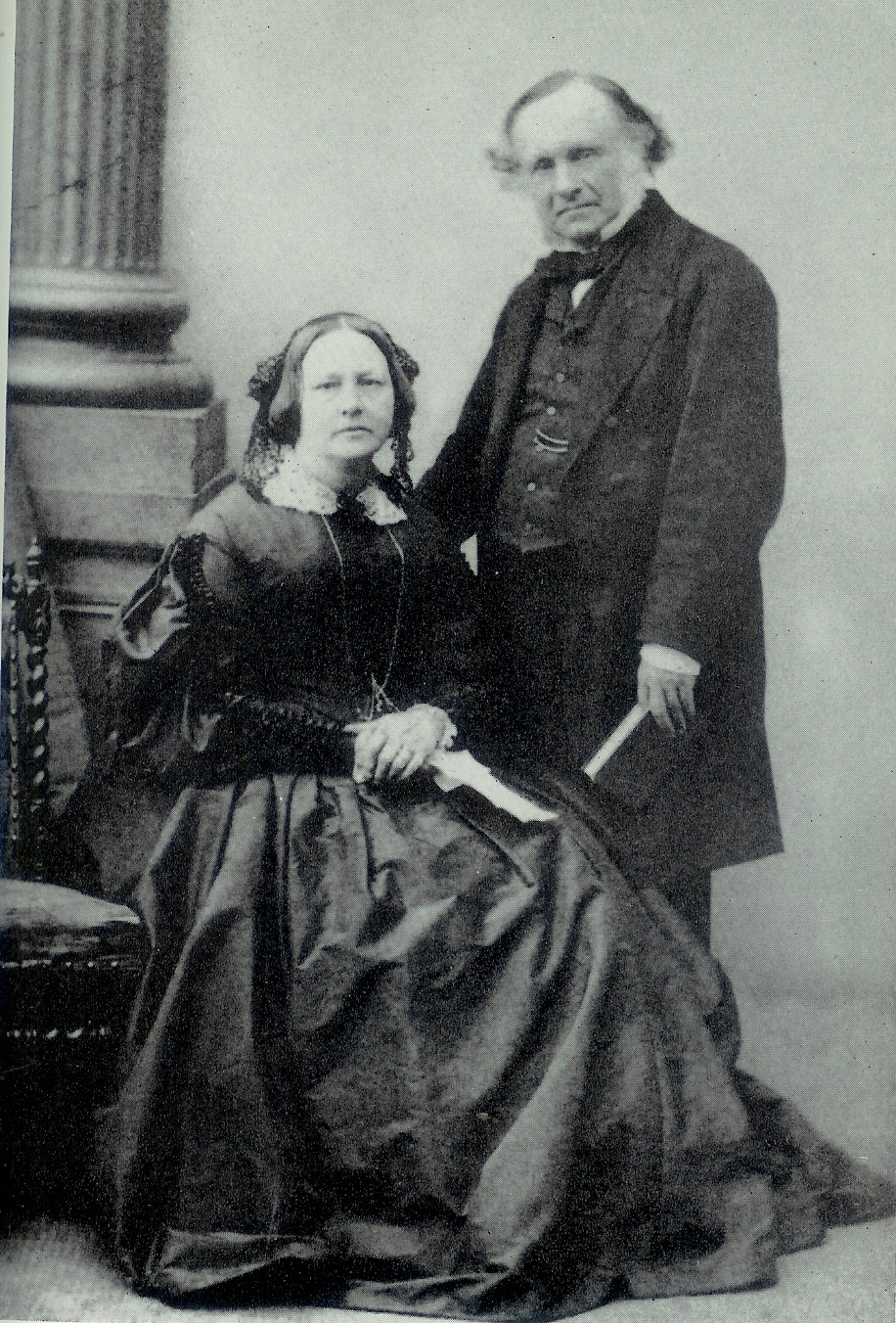
Henry Wilberforce et son épouse Mary.

Il est ordonné prêtre en 1834. Le 24 juillet de la même année, il se marie à Mary Sargent, la sœur d'Émilie Sargent, elle-même mariée à son frère Samuel. En 1834, il devient curé de Bransgrove, dans l'Hampshire, puis vicaire de Walmer en 1841 et enfin vicaire d'East Farleigh, dans le comté de Kent en 1843.
En 1850, il rejoint la pleine communion avec l'Église catholique, en même temps que son épouse. Il est alors considéré comme un laïc par l'Église catholique, qui ne reconnaît pas la validité des ordinations anglicanes. Son frère, Robert Isaac, le suivra quatre ans plus tard, sous l'influence d'Henry Edward Manning.

### Journalisme
En 1851, il écrit les Raisons de se soumettre à l'Église catholique. La même année, il cofonde la Catholic Defence Association (en) afin de défendre les droits des catholiques irlandais et en devient secrétaire dès 1852. Il vit deux ou trois ans en Irlande où il se donne pour mission de convertir les anglicans.
En 1854, il devient propriétaire et rédacteur en chef du Catholic Standard (en). Il fait partie le 4 avril 1856 des nombreuses personnalités invitées par Augustin Louis Cauchy et Charles Lenormant à la 1re réunion qui a jeté les bases de la fondation de L'Œuvre des Écoles d'Orient, plus connue actuellement sous le nom de L’Œuvre d’Orient. Il fut même membre de son 1er Conseil général du 25 avril de la même année. En 1864, il revend le journal et devient journaliste pour la Revue de Dublin.
Il meurt le 23 avril 1873, à l'âge de 65 ans, à Stroud, dans le Gloucestershire.

## Œuvres
- (en) The Foundation of the Faith Assailed in Oxford : a letter to His Grace the Archbishop of Canterbury, Londres, Rivington, 1835.
- (en) The Parochial System : An Appeal to English Churchmen, London, église Saint-Paul, 1838.
- (en) The Building of the House of God: a sermon preached in the Church of All Saints, Southampton, 1839.
- (en) Christian Unity. Tracts on the Church, Londres, James Burns, 1842.
- (en) On the Danger of State Interference with the Trust Deeds of Church Schools. A Letter to Sir R. H. Inglis, Londres, 1847.
- (en) Reasons for Submitting to the Catholic Church : a Farewell Letter to his Parishioners, Londres, Burns et Lambert, 1851.
- (en) The Church and the Empires : historical periods (préf. John Henry Newman), Londres, Henry S. King & Co., 1874.